# Краснощеков (хутор)
Краснощеков — хутор в Кашарском районе Ростовской области.
Входит в состав Фомино-Свечниковского сельского поселения.

## География
На хуторе имеются две улицы: Полячкова и Холодная.

## Население
| 2010 |
| ---- |
| 30   |